# Línea 62 (Buenos Aires)
La línea 62 es una línea de colectivos de la ciudad de Buenos Aires. Une Plaza Constitución y Retiro pasando por las facultades de Derecho e Ingeniería, Once y la Casa Rosada. 
Al igual que la línea 61, no cumple un recorrido típico de "ida" y "regreso" sino que su trayecto íntegro conforma una especie de círculo en sentido levógiro, como una línea circular.

## Recorridos

### Ramal A
Desde Av. Brasil entre Lima Oeste Y Lima este por Av. Brasil, Av. Paseo Colon, Av. La Rabida, Av. Leandro N. Alem, Av. Libertador, Av. Figueroa Alcorta, Darsena Frente Al Centro Municipal De Exposiciones, F. Romero, Eduardo Couture, Doctor Carlos Vaz Ferreira, Av. Figueroa Alcorta, Av Pueyrredon, Av. Jujuy, Pavón, Combate de Pozos,Av.Juan de Garay, Lima oeste, Av. Brasil hasta Lima Este.

### Ramal B X UCA
Desde Av. Brasil entre Lima Oeste Y Lima este por Av. Brasil, Av. Paseo Colon, Chile, Alicia Moreau de Justo, Av. Belgrano, Azopardo, Moreno, Av. Paseo Colon, Av. La Rabida, Av. Leandro N. Alem, Av. Libertador, Av. Figueroa Alcorta, Darsena Frente Al Centro Municipal De Exposiciones, F. Romero, Eduardo Couture, Doctor Carlos Vaz Ferreira, Av. Figueroa Alcorta, Av Pueyrredon, Av. Jujuy, Pavón, Lima oeste, Av. Brasil hasta Lima Este.
.

## Galería

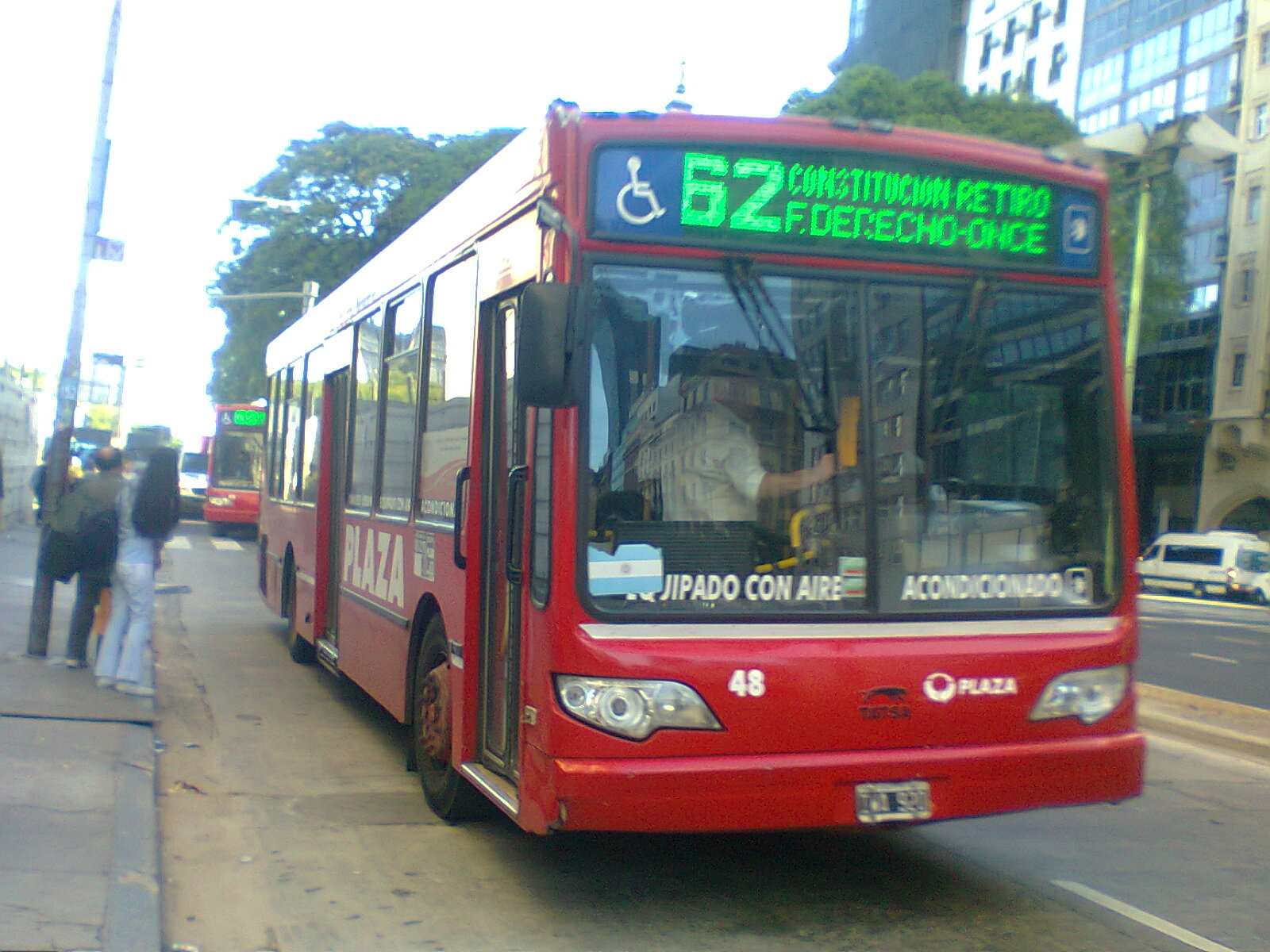
Un colectivo de la línea 62, cuando aún era operada por el Grupo Plaza.